# Герб Лажеша-даш-Флореша
Ге́рб Ла́жеша-даш-Фло́реша — офіційний символ містечка Лажеш-даш-Флореш, Португалія. Використовується як територіальний герб. У червоному щиті срібна корова з чорними плямами і золотим дзвіночком на шиї, що крокує ліворуч по зеленій землі. Обабіч неї дві квітки гортензії натурального кольору із зеленим листям. У главі щита чорний яструб, що летить і тримає в лапах португальський щиток. Внизу щита — три хвилясті смуги: срібна, зелена і срібна. Щит увінчує срібна мурована містечкова корона з чотирма вежами.  Під щитом біла стрічка, на якій великими літерами напис португальською: «Lajes das Flores» (Лажеш-даш-Флореш).  Офіційно затверджений 30 травня 1960 року.  

## Галерея

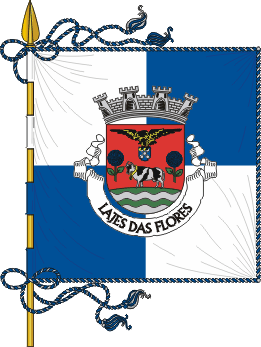
Прапор